# Staraja Soroczina
Staraja Soroczina (ros. Старая Сорочина) – wieś (ros. деревня, trb. dieriewnia) w zachodniej Rosji, w sielsowiecie małołokniańskim rejonu sudżańskiego w obwodzie kurskim.

## Geografia
Miejscowość położona jest nad rzeką Małaja Łoknia, 14 km od granicy z Ukrainą, 1,5 km od centrum administracyjnego sielsowietu małołokniańskiego (Małaja Łoknia), 17 km od centrum administracyjnego rejonu (Sudża), 80 km od Kurska.

## Demografia
W 2010 r. miejscowość zamieszkiwało 16 osób.